# 斯特夫斯 (阿肯色州)
斯特夫斯（英語：Staves）是位於美國阿肯色州克里夫蘭縣的一個人口普查指定地區。

## 地理
斯特夫斯的座標為34°02′21″N 92°16′39″W / 34.03917°N 92.27750°W，而該地最高點為海拔高度78米（即256英尺）。

## 人口
根據2020年美國人口普查的數據，斯特夫斯的面積為6.31平方千米，當中陸地面積為6.30平方千米，而水域面積為0.01平方千米。當地共有人口133人，而人口密度為每平方千米21人。